# سدیم متیل‌پارابن
سدیم متیل‌پارابن ( سدیم متیل پارا-هیدروکسی‌بنزوات) ترکیبی با فرمول شیمیایی Na(CH3(C6H4COO)O) است.  این ماده از نظر شیمیایی نمکِ سدیمِ متیل‌پارابن است.
این ماده یک افزودنی غذایی با شماره E219 است که به عنوان نگهدارنده استفاده می‌شود.